# Ruggero Mastroianni
Ruggero Mastroianni (Turijn, 7 november 1929 – Torvaianica, 9 september 1996) was een Italiaans acteur en filmeditor. Hij werkte voornamelijk voor Mario Monicelli, Federico Fellini, Francesco Rosi, Marco Ferreri en Luchino Visconti.
Als acteur speelde hij in Scipione detto anche l'africano (1971) naast zijn broer Marcello. Hij heeft ook een aantal films gemonteerd waarin zijn broer een grote rol had.
Hij won vijf keer de Premi David di Donatello voor beste montage en hij werd tevens drie keer genomineerd voor deze categorie.
Hij was de vader van actrice Federica Mastroianni.

## Selectie van werken (als editor)
- I compagni (Mario Monicelli) (1963)
- Giulietta degli spiriti (Fellini)
- A ciascuno il suo (Elio Petri) (1967)
- Sequestro di persona (1968)
- The Damned (Visconti) (1969)
- Satyricon (Fellini)
- Scipione detto anche l'africano (Magni), waarin hij zelf ook als acteur meespeelt (1971)
- Dood in Venetië (Visconti) (1971)
- La classe operaia va in paradiso (Petri) (1971)
- Roma (Fellini) (1972)
- State buoni se potete (Magni), waarin zijn dochter Federica als actrice meespeelt
- Un borghese piccolo piccolo (Mario Monicelli) (1977)
- Ciao maschio (Marco Ferreri) (1978)
- Il marchese del Grillo (Mario Monicelli) (1981)
- Oltre la porta (Liliana Cavani) (1982)
- Carmen (Francesco Rosi) (1984)
- Ginger e Fred (Fellini) (1986)
- Dimenticare Palermo (Francesco Rosi) (1990)
- La tregua (Francesco Rosi) (1997)